# Roswitha Posselt
Roswitha Posselt (geboren am 15. Mai 1915; gestorben am 11. Jänner 1987 in Wien) war eine österreichische Schauspielerin, die in legendären Jedermann-Inszenierungen bei den Salzburger Festspielen mitspielte.

## Leben
Roswitha Posselt war eine Schülerin des Wiener Musikpädagogen Richard Maux. Von 1936 bis 1965 verkörperte sie des Schuldknechts Weib im Salzburger Jedermann am Domplatz.
Darunter war auch die Jedermann-Inszenierung von 1949 mit Attila Hörbiger in der Titelrolle in der Regie von Helene Thimig-Reinhardt. Ein Live-Mitschnitt der Aufführung wurde später bei dem Label ORFEO in der Reihe „Salzburger Festspieldokumente“ veröffentlicht. 1958 wirkte Posselt in der ersten Fernsehübertragung des Jedermann mit Ernst Deutsch und Will Quadflieg mit. Diese Aufführung wurde auch als Sprechplatte aufgenommen und bei dem Label Deutsche Grammophon veröffentlicht. Die Inszenierung von 1965, in der Posselt neben Paula Wessely mitwirkte, wurde in der Regie von Gottfried Reinhardt verfilmt.
Weitere Rollen bei den Salzburger Festspielen waren 1963 bis 1965 die Not sowie die Maria Aegyptiaca im Faust. Der Tragödie zweiter Teil und 1971 die Beschließerin in Hofmannsthals Unbestechlichen.  1961 und 1967 trat sie auch am Wiener Burgtheater auf. Am Schauspielhaus Graz verkörperte sie 1956 die Ella Rentheim in Henrik Ibsens Drama John Gabriel Borkman. Bei den Bregenzer Festspielen 1961 war sie als Gora in Grillparzers Das goldene Vlies zu sehen.
Als Hörspielsprecherin wirkte sie u. a. in der SFB-Produktion Der Richter von Zalamea (1958) mit, als Italienerin in Stefan Zweigs Amok (1970) unter der Regie von Hans Krendlesberger und 1983 beim ORF Oberösterreich unter der Regie von Ferry Bauer als Yvonnes Tante in der Hörspielfassung des Theaterstücks Yvonne, die Prinzessin von Burgund von Witold Gombrowicz. Zwischen 1962 und 1971 übernahm sie Nebenrollen im Film und in Fernsehfilmen, zuletzt die Miss Watson in der TV-Komödie Die sieben Ohrfeigen in der Regie von Wolfgang Liebeneiner.
Roswitha Posselt verstarb im Jänner 1987 „im 72. Lebensjahr“ in Wien.